# Theo Hirsbrunner
Theodor Walter Hirsbrunner (* 2. April 1931 in Thun; † 6. November 2010 in Bern) war ein Schweizer Musikwissenschaftler und Geiger.

## Leben
Theo Hirsbrunner wurde 1931 in Thun, Kanton Bern, geboren und besuchte ein altsprachliches Gymnasium in Bern. Danach studierte er Altphilologie und Romanistik an der Universität Bern sowie Violine bei Walter Kägi, dem Dirigenten der Volkssinfoniekonzerte, am Konservatorium Bern (Diplom 1952). Weitere Studien unternahm er bei René Benedetti in Paris. 1955 legte er sein Examen an der «Classe des étrangers» am Conservatoire National Supérieur in Paris ab. Ab 1956 erhielt er Kompositions- und Musiktheorieunterricht bei Sándor Veress in Bern und Wladimir Vogel in Ascona. 1959 diplomierte er in Musiktheorie. In den 1960er Jahren wurde er Mitglied der Klasse von Pierre Boulez in Basel, zu der u. a. Gilbert Amy, Jacques Guyonnet, Heinz Holliger, Hans Ulrich Lehmann und Pierre Mariétan gehörten. Später war er auch sein Schüler in Darmstadt. Bei Vogel und Boulez wurde Hirsbrunner mit der Zwölftontechnik vertraut.
Von 1956 bis 1987 lehrte er Musiktheorie und ab 1970 Werkanalyse und neuere Musikgeschichte am Berner Konservatorium. Von 1989 bis 1993 unterrichtete er auf Wunsch Boulez’ am IRCAM. Hirsbrunner forschte intensiv zur neueren klassischen Musik Frankreichs. Dazu besuchte er von 1968 bis 1973 die Bibliothèque nationale de France in Paris. Beim Laaber-Verlag legte er fünf Monographien über Musikerpersönlichkeiten (Debussy (1981), Strawinsky (1982), Boulez (1985), Messiaen (1988) und Ravel (1989)) sowie in den 1990er Jahren zwei Bände zur Musikgeschichte und zum Musiktheater vor. Weiterhin schrieb er zahlreiche Artikel für Fachzeitschriften, Lexika und Zeitungen. Darin beschäftigte er sich beispielsweise mit den Protagonisten der Spektralmusik. Er hielt Referate in Europa (u. a. beim Lucerne Festival), Australien (Adelaide 1979), Japan (Tokio 1989), Taiwan (Taipeh 1999) und den USA (Berkeley 1977 und Los Angeles 1987) sowie über Vertreter der Neuen Musik bei europäischen Rundfunkanstalten (BR, WDR, RSR, RIAS, NDR, SFB und DRS).
Er wurde mehrfach ausgezeichnet, u. a. durch den französischen Kultusminister mit dem Chevalier des Arts et des Lettres.

## Schüler
- Jean-Luc Darbellay
- Hans Eugen Frischknecht
- Daniel Glaus
- Christian Henking
- Walter Kläy
- Alfred Schweizer
- Robert Suter
- Jacques Wildberger
- Emanuel Wüthrich

## Auszeichnungen
- 1978: Janáček-Medaille der Tschechoslowakei
- 1984: Medaille der UNESCO (anlässlich des Jahres der Tschechischen Musik)
- 1989: Medaille des Nissay-Theaters Tokio
- 1996: Ehrendoktorwürde der Universität Bern[1]
- 1998: Chevalier des Arts et des Lettres
- 2006: Grosser Musikpreis des Kantons Bern

## Werke
- Debussy und seine Zeit. Laaber-Verlag, Laaber 1981, ISBN 3-921518-61-X.
- Igor Strawinsky in Paris. Laaber-Verlag, Laaber 1982, ISBN 3-921518-62-8.
- Pierre Boulez und sein Werk. Laaber-Verlag, Laaber 1985, ISBN 3-89007-047-7.
- Olivier Messiaen. Leben und Werk. Laaber-Verlag, Laaber 1988; 2., erg. Aufl. 1999, ISBN 3-89007-139-2.
- Maurice Ravel. Sein Leben, sein Werk. Laaber-Verlag, Laaber 1989, ISBN 3-89007-143-0, 2., erg. Aufl. u.d. T. Maurice Ravel und sein Werk. Laaber-Verlag, Laaber 2014, ISBN 978-3-89007-253-1.
- Die Musik in Frankreich im 20. Jahrhundert. Laaber-Verlag, Laaber 1995, ISBN 3-89007-197-X.
- Von Richard Wagner bis Pierre Boulez. Essays. Müller-Speiser, Anif 1997, ISBN 3-85145-048-5.